# 一の坂川
一の坂川（いちのさかがわ）は、山口県山口市を流れる椹野川水系の二級河川。

## 地理
萩往還の峠の一つである坂堂峠南側の山口市上宇野令錦鶏の滝付近に源を発する。山口市中心部を南へ流れ、山口市旭通りと山口市三和町の境界から椹野川に合流する。川沿いには桜並木が植えられ、山口市における桜の名所の一つとなっている。また、護岸に水生植物が生えやすい工夫が成されており、6月にはホタルの乱舞を見ることもできる。

## 歴史
室町時代に大内氏が一の坂川を京の鴨川に見立てて街割りをしたといわれており、山口が西の京といわれる所以となっている。左岸の竪小路エリアには現在も当時の町並みが多く残る。
1971年8月6日、台風19号による豪雨により氾濫。後河原一帯で95戸が床上浸水した。氾濫個所は、一の坂川を管理する県により河川改修が計画されていたが、風致保存を望む地元からの意見との間で論議があり工事の着工が見送られていた。これを受け、県は一の坂川の整備方法を再検討、護岸工法をホタルの生息に配慮した雑割石空積護岸工（通称「ホタル護岸」）を採用した上で、上流部の山口市上天花に1984年（昭和59年）に治水ダム（一の坂ダム）を建設した。
「一の坂川ホタル護岸」は、昭和62年度手づくり郷土賞（水辺の風物詩）受賞。 平成17年度同賞大賞受賞。

## 流域の自治体
山口県
山口市

## 河川施設
- 一の坂ダム（山口県山口市、錦鶏湖）

## 流域の観光地
- 一の坂川桜並木（山口県山口市後河原）